# Los Altimiris
Los Altimiris (siglos V-IX d. C.) es un yacimiento arqueológico tardoantiguo y altomedieval situado en la Sierra del Montsec, Cataluña, España. Este se estructura alrededor de una iglesia con dependencias anexas, posiblemente de un complejo monastirial. Alrededor existen varias cabañas excavadas en la roca, un edificio rectangular tardorromano y cisternas que recogen el agua de lluvia de la montaña. El yacimiento está delimitado por un muro al norte, barrancos a este y oeste y el "Paso de Santa Cecilia" al sur. Actualmente está en estudio y se cree que podría haber sido un monasterio de época visigoda.

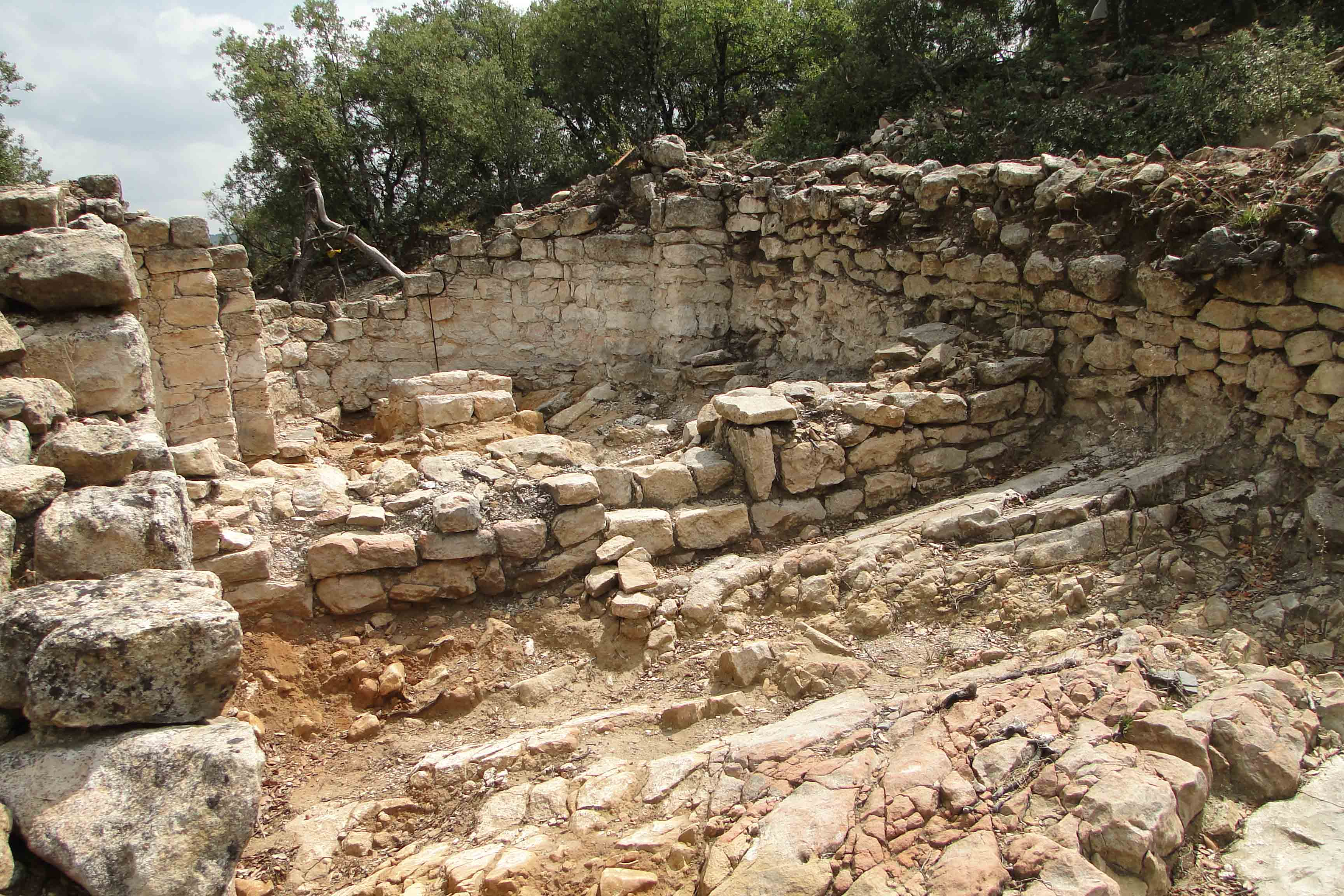
Santa Cecília de Los Altimiris

## Investigaciones
El yacimiento está siendo estudiado desde 2004 por un equipo mixto de académicos de la Universidad de Barcelona y arqueólogos profesionales.